# NGC 47
NGC 47 (також відома як NGC 58, MCG -1-1-55, IRAS00119-0726 та PGC 967) — галактика типу SBbc у сузір'ї Кит.
Відкривачем цього об'єкта є Вільгельм Темпель, який уперше спостерігав за об'єктом 1886 року.
Її альтернативна назва NGC 58 пов'язана зі спостереженням Льюїса Свіфта, який не знав, що Темпел вже виявив небесний об'єкт раніше.
Вона виглядає як маленька слабка спіральна туманність із яскравим ядром і злегка овальної форми.
Цей об'єкт міститься в оригінальній редакції Нового загального каталогу.